# Flygande elefanterna, Gröna Lund
Flygande elefanterna är en åkattraktion på nöjesfältet Gröna Lund i Stockholm. Attraktionen består av elefanter som höjs och sänks, samtidigt som de roterar kring attraktionens mitt med en hastighet av 7 varv per minut. Passagerarna kan, genom att trycka på en knapp, bestämma om elefanten ska höjas eller sänkas.
Attraktionen är tillverkad av det italienska företaget Zamperla. Attraktionen finns i flera parker världen över. På Liseberg i Göteborg finns en attraktion med namnet Flygande elefanter som är tillverkad av företaget Fabbri Group, men är mycket lik Gröna Lunds Flygande elefanterna.